# Younoussa Bamana
Younoussa Bamana, né le 1er avril 1935 à Kani-Kéli et mort le 22 juin 2007 à Mamoudzou, est un homme politique mahorais, membre au niveau national de l’Union pour la démocratie française (UDF), il militait au niveau local pour le Mouvement Populaire Mahorais (MPM), qui deviendra par la suite le Mouvement départementaliste mahorais (MDM) puis Mouvement pour le développement de Mayotte (MDM), premier député élu de cette collectivité du 13 mars 1977 au 22 mai 1981 et président du conseil général du 6 juillet 1977 au 2 avril 2004.

## Biographie
Instituteur de profession, Younoussa Bamana est attiré par la politique au moment où Mayotte doit faire le choix de « rester française ou devenir indépendante ». Il est président du conseil de circonscription de Mayotte, île qui fait alors partie du territoire français d'outre-mer des Comores. 
Le 21 juillet 1975, peu après la déclaration d'indépendance des trois autres îles de l'archipel, il est élu « préfet » de Mayotte par le conseil de circonscription. Il gère ainsi la continuité des services publics, notamment postaux alors qu'une pénurie de timbres-poste apparaît.
Il est ensuite président du conseil général de Mayotte du 6 juillet 1977 au 2 avril 2004. Il est un vif partisan du maintien de Mayotte comme île française, alors que les autres îles de l'archipel des Comores ont accédé à l'indépendance.
Il meurt le 22 juin 2007 à Mamoudzou, à l'âge de 72 ans.

## Hommages
Le 23 juin 2008, un timbre-poste représentant Younoussa Bamana est émis,.
Depuis 2010, le plus grand lycée de Mayotte, situé à Mamoudzou, porte le nom de Younoussa Bamana.